# Realismo filosófico

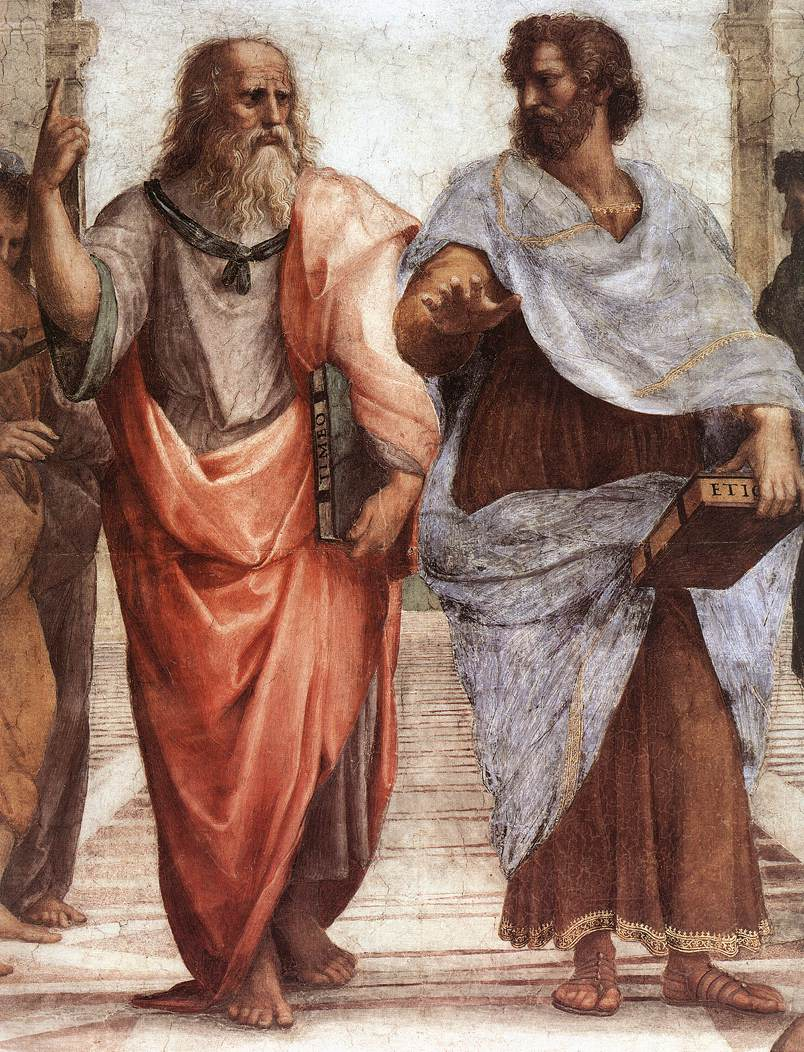
Se suele considerar a Aristóteles como el padre del realismo en un sentido genérico (otras veces, más restringidas, como padre del realismo político), aunque también se ha señalado que la existencia objetiva de las esencias de los objetos sensibles en Platón cuenta como una postura realista. Tal es el caso paradigmático de los entes matemáticos, una muestra de realismo matemático (postura que no está del todo claro que sea el caso en el propio Platón, siendo críticada contemporáneamente).

El realismo filosófico es aquella postura que manifiesta que los objetos tienen una existencia independiente del sujeto que lo observa. En tal sentido, es opuesto al antirrealismo, escepticismo, algunas formas de idealismo (como el idealismo subjetivo, idealismo trascendental, solipsismo)[cita requerida] y en cierta medida, al constructivismo.
En su forma extrema, conocida como realismo ingenuo, se piensa que las cosas percibidas por los sentidos son en rigor lo que parecen ser. En versiones más complejas, a veces denominadas como realismo metódico, se da una explicación de la relación entre el objeto y el observador que tiene en cuenta la posibilidad de que tengan lugar ilusiones, alucinaciones y otros errores de la percepción.
En la filosofía medieval, el realismo exagerado hacía referencia a una posición dentro del problema de los universales que consideraba las formas platónicas, o conceptos universales, como reales. Por el contrario, el realismo moderado hace referencia a la posición de Aristóteles, Tomás de Aquino y sus continuadores modernos y contemporáneos, entre otros. Estas posiciones fueron defendidas frente el nominalismo, el cual negaba la existencia de los universales.
La razón por la que el término realismo se aplica a corrientes filosóficas muy diferentes entre sí, es por la naturaleza del objeto. Puede ser material, pero también un objeto abstracto. El realismo se puede aplicar a muchos objetos y fenómenos filosóficos, como una entidad matemática, una idea, una teoría científica, otras mentes, el pasado, el futuro, categorías morales, el mundo físico y el pensamiento. 
Análogamente, las posturas no realistas defienden que el objeto solo existe en nuestra mente, o bien que ni siquiera tiene sentido hablar de que dicho objeto exista. Como posturas no realistas en algún sentido dado encontramos algunos idealismos, el instrumentalismo, el nominalismo (surgido como una de las corrientes de la escolástica), etc.

## Historia

### Antigüedad y Edad Media
En la filosofía griega antigua, las doctrinas realistas sobre universales fueron propuestas por Platón y Aristóteles. El realismo platónico es una forma radical de realismo respecto a la existencia de objetos abstractos, incluidos los universales, que a menudo se traducen de las obras de Platón como "formas". Dado que Platón enmarca las formas como ideas que son literalmente reales (que existen incluso fuera de las mentes humanas), esta postura se denomina también, quizá confusamente, idealismo platónico. Las formas de Platón incluyen números y figuras geométricas, haciendo que su teoría incluya también el realismo matemático; a la vez que también incluyen la forma del Bien, haciendo que incluya además el realismo ético.

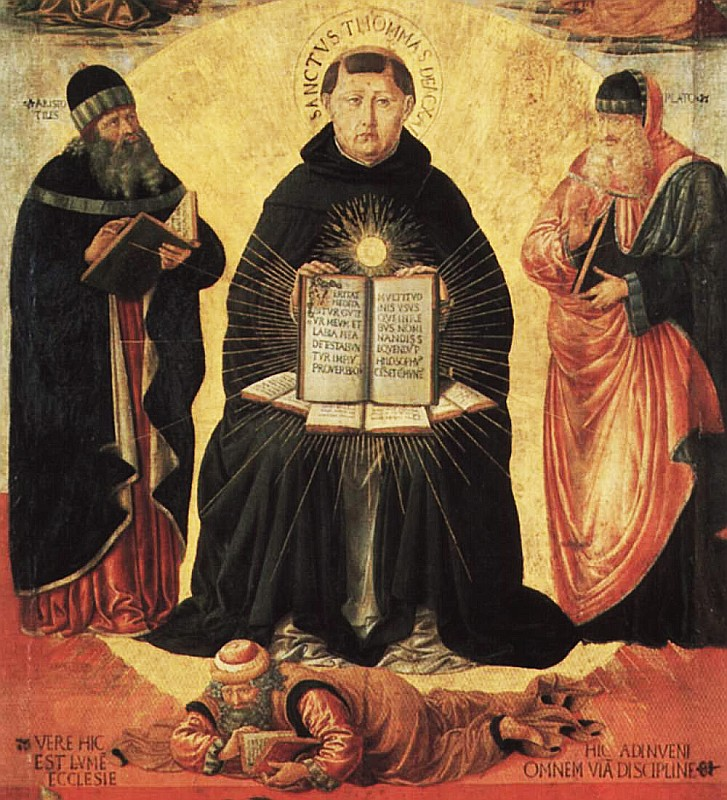
Tomás de Aquino fue, durante el medievo, el defensor paradigmático del realismo (moderado, en su caso).

Desde el punto de vista más modesto de Aristóteles, la existencia de universales (como el "azul") depende de los particulares que los ejemplifican (como un "pájaro azul", un "trozo de papel azul", una "túnica azul", etc.), y esos particulares existen independientemente de cualquier mente: realismo metafísico clásico.
En la Edad Media, a la teoría de las Ideas de Platón se le denominó realismo platónico. El realismo medieval afirmaba que los conceptos universales tienen una existencia real y objetiva independiente de los objetos materiales. Algo similar se puede decir del realismo aristotélico y del tomismo, a los que se denominó realismo moderado. Ambas posiciones consideran las formas platónicas, o conceptos universales, como reales.
El término se encuentra en una relación de oposición con el nominalismo y el conceptualismo. El nominalismo afirma que los universales no existen en absoluto, son flatus vocis, palabras que utilizamos para describir grupos de objetos. El conceptualismo, que mantenía que los universales podrían existir con independencia de los objetos de un tipo particular, pero solo como una idea de la mente, no como una entidad metafísica que existe en sí misma.

### Filosofía moderna

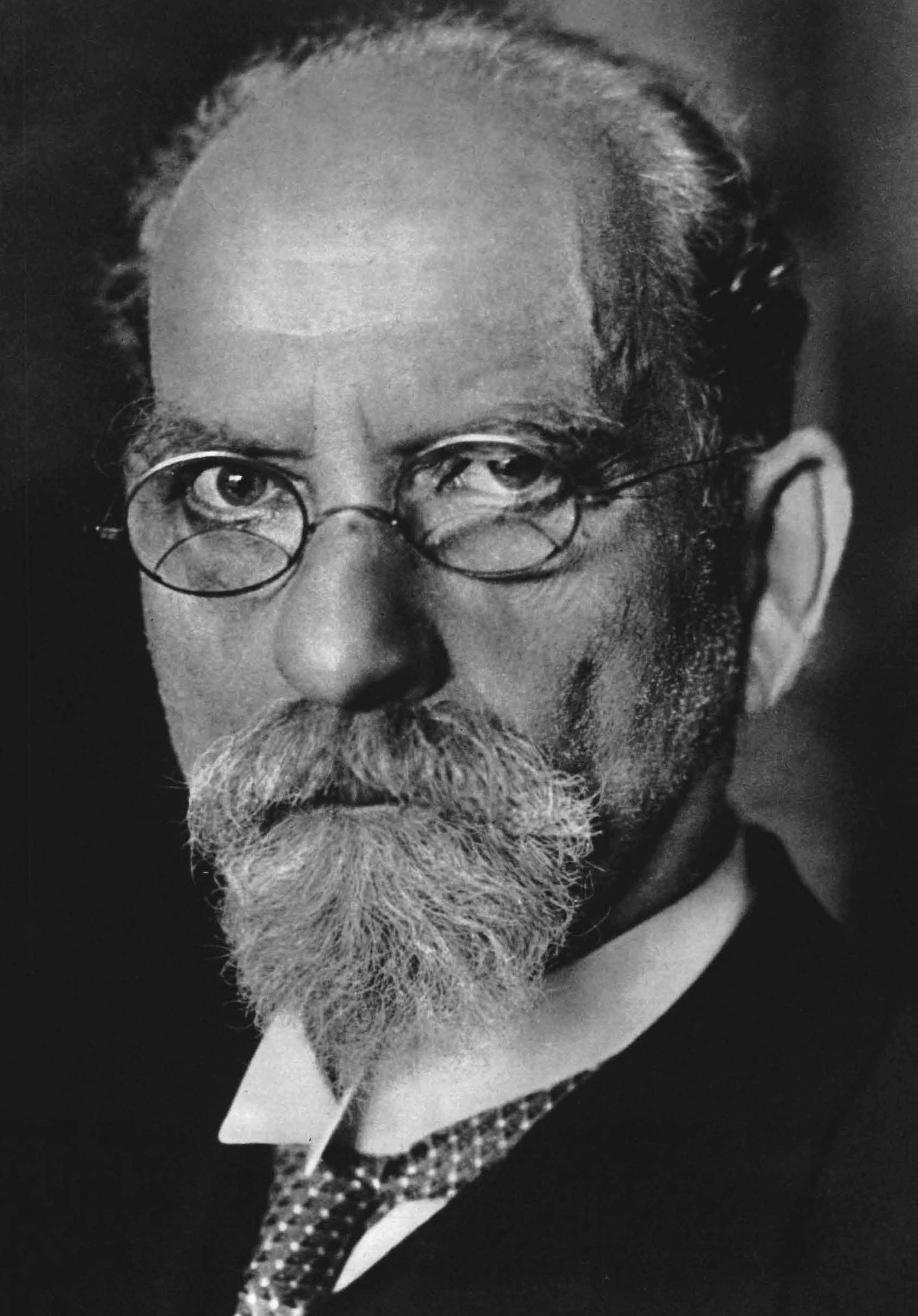
Edmund Husserl, padre del realismo fenomenológico.

En la filosofía moderna temprana, el realismo del sentido común escocés era una escuela filosófica que pretendía defender el realismo ingenuo frente al contextualismo y el escepticismo, argumentando que las cuestiones de sentido común están al alcance del entendimiento común y que las creencias de sentido común rigen incluso las vidas y los pensamientos de quienes sostienen creencias no consensuadas. Tuvo su origen en las ideas de los miembros más destacados de la Escuela Escocesa del Sentido Común, Thomas Reid, Adam Ferguson y Dugald Stewart, durante la Ilustración escocesa del siglo XVIII, y floreció a finales del siglo XVIII y principios del XIX en Escocia y América.

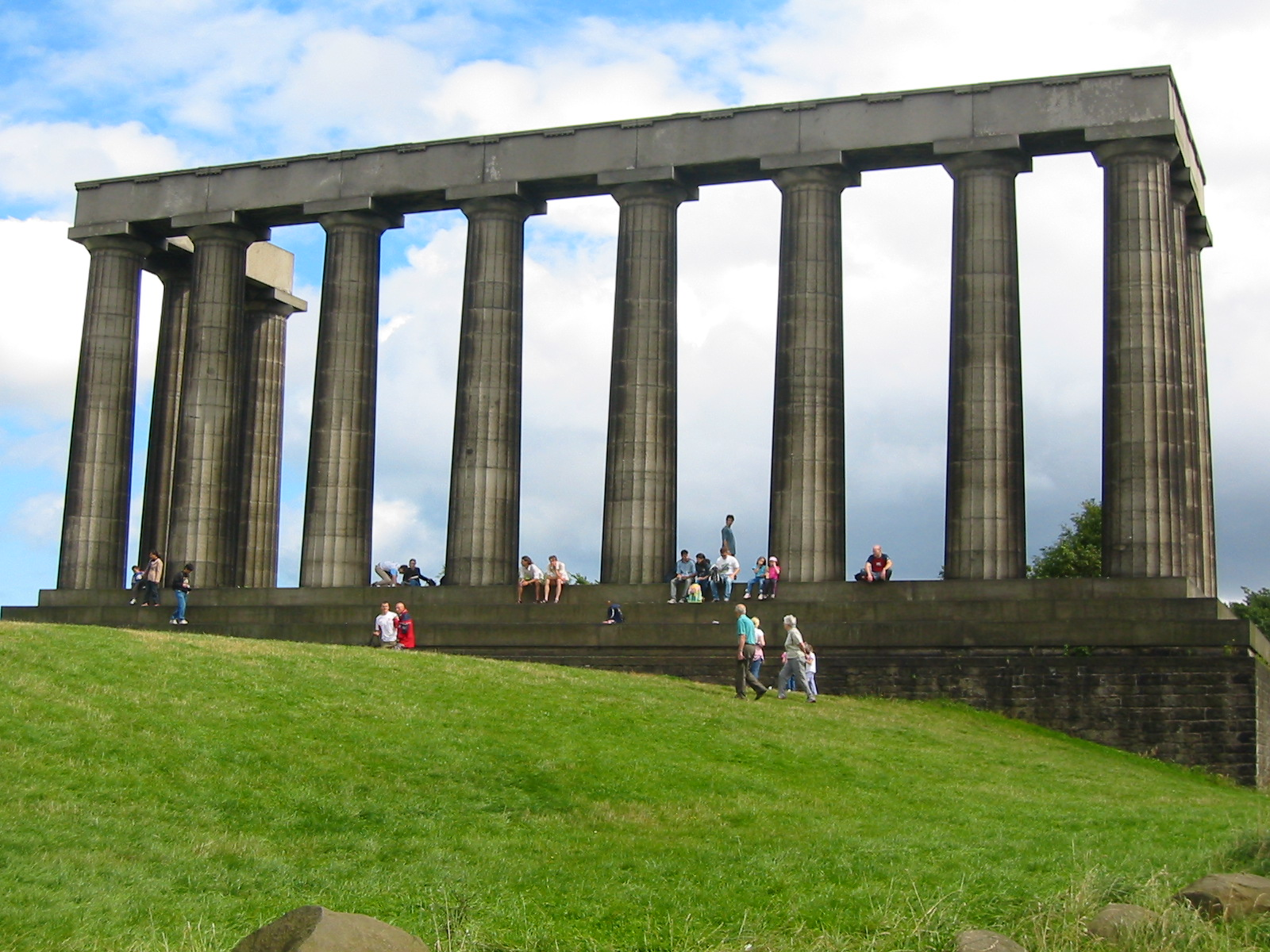
Monumento Nacional de Edimburgo, la «Atenas del Norte».

Las raíces del realismo del sentido común escocés se encuentran en las respuestas a filósofos como John Locke, George Berkeley y David Hume. El planteamiento fue una respuesta al "sistema ideal" que comenzó con el concepto de René Descartes sobre las limitaciones de la experiencia sensorial, lo que condujo a Locke y Hume a un escepticismo que cuestionaba por igual la religión y la evidencia de los sentidos. Los realistas del sentido común consideraban que el escepticismo era absurdo y tan contrario a la experiencia común que había que rechazarlo. Enseñaban que las experiencias ordinarias proporcionaban una seguridad intuitivamente cierta de la existencia del ser, de objetos reales que podían verse y sentirse y de ciertos "primeros principios" sobre los que podían establecerse una moral y unas creencias religiosas sólidas.

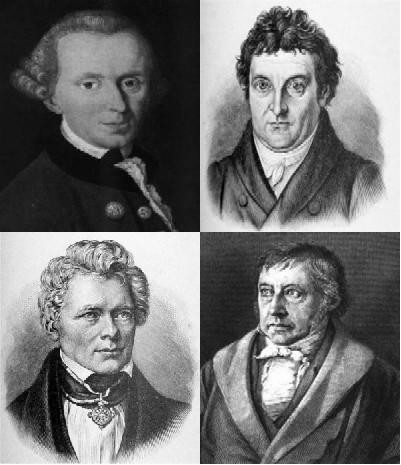
Los cuatro principales idealistas alemanes: Immanuel Kant (arriba a la izquierda), Johann Gottlieb Fichte (arriba a la derecha), Friedrich Schelling (abajo a la izquierda), Georg Wilhelm Friedrich Hegel (abajo a la derecha).

El realismo entró en crisis en la filosofía ante el empuje de los idealismos. El realismo metafísico defendía que el ser (las cosas) tiene existencia independiente de la conciencia. El realismo gnoseológico (que se ocupa del modo de conocer las cosas) afirmaba que, en contraposición al idealismo transcendental de Kant, nos es posible conocer las cosas sin que nuestra conciencia imponga sus categorías. Kant se halla en una posición intermedia que combina el realismo empírico (los fenómenos son empíricamente reales) con el idealismo trascendental (la forma de los fenómenos se debe a la mente).
En la filosofía moderna tardía, una notable escuela de pensamiento que defendía el realismo metafísico fue el realismo austriaco. Entre sus miembros se encontraban Franz Brentano,Alexius Meinong, Vittorio Benussi, Ernst Mally, y el primer Edmund Husserl. Estos pensadores subrayaron la objetividad de la verdad y su independencia de la naturaleza de quienes la juzgan. 
Sería Husserl quien ofrecería una forma más acabada y robusta de realismo. En el realismo fenomenológico, la filosofía ha de estudiar ante todo las esencias objetivamente necesarias (notwendige Wesenheiten) y las conexiones aprióricas que se dan entre ellas. 
Según esto, su objeto propio y genuino ha de ser el descubrimiento, descripción y sistematización de hechos objetivamente necesarios radicados en esencias de idéntica índole, presentes en aquellos campos y ámbitos tradicionalmente investigados por la filosofía (la lógica, la metafísica, la ontología, la gnoseología, la ética, la estética, la teodicea, etcétera).

Diagrama del movimiento dialéctico hegeliano.

El materialismo dialéctico, una filosofía de la naturaleza basada en los escritos de los filósofos de la modernidad tardía Karl Marx y Friedrich Engels, se le ha interpretado como una forma de realismo ontológico y político, en pugna no solo con buena parte de la filosofía de cuño escolástico, sino que polemiza con toda forma de filosofía espiritualista.
Según Michael Resnik, la obra de Gottlob Frege posterior a 1891 puede interpretarse como una contribución al realismo, argumentado que Hans Sluga ha interpretado correctamente al Frege anterior a 1891, cercano al idealismo racionalista de Immanuel Kant y Rudolf Hermann Lotze, mientras que Michael Dummett está en lo cierto respecto al período realista posterior. Se afirma que el principio de contexto fue abandonado antes de 1891, para luego ser sustituido por la doctrina de las entidades insaturadas y las referencias. En las obras tardías de Frege resulta evidente el platonismo epistemológico.

### Filosofía contemporánea

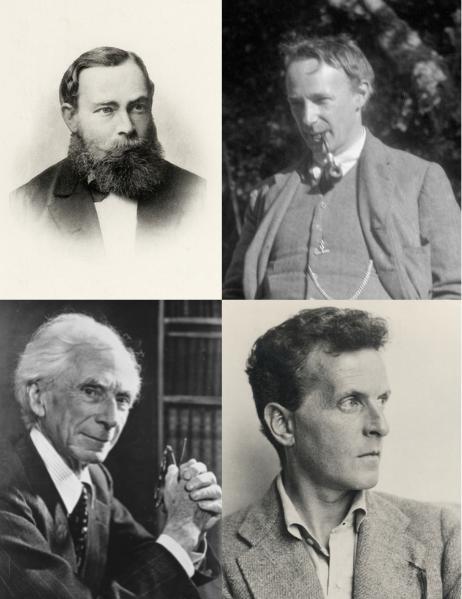
De arriba hacia abajo y de izquierda a derecha: Gottlob Frege, George Edward Moore, Bertrand Russell y Ludwig Wittgenstein mostrarían afinidad por el realismo, siendo figuras clave en su recuperación y prestigio dentro de la filosofía analítica.

En la Edad Contemporánea, el realismo ha recuperado prestigio entre los filósofos. El principal responsable quizá sea el neorrealismo que nació a finales del siglo XIX en los países anglosajones. Un defensor del realismo inglés fue G. E. Moore, quien encontró aliados en figuras como Bertrand Russell, Samuel Alexander, C. Lloyd Morgan, C. D. Broad y Alfred North Whitehead. De forma indirecta, también se ha considerado a Nicolai Hartmann como neorrealista. Si bien surgió en Gran Bretaña como una crítica al idealismo gnoseológico, con especial saña contra el neohegelianismo de Francis Herbert Bradley y J. M. E. McTaggart, tuvo sus mayores desarrollos en Estados Unidos, donde fue defendida por William Pepperell Montague, y los colaboradores de la revista The New Realism (W. T. Rarwin, Ralph Barton Perry, Edward Gleason Spaulding), conjuntamente con los psicólogos Edwin Bissell Holt y Walter Boughton Pitkin.
Otros defensores del realismo metafísico en la órbita de la filosofía anglosajona fueron Ludwig Wittgenstein, J. L. Austin, Karl Popper y Gustav Bergmann. Hilary Putnam defendió inicialmente el realismo metafísico, pero más tarde adoptó una forma de antirrealismo que denominó "realismo interno". El realismo conceptualista (planteado por David Wiggins) es una forma de realismo según la cual nuestro marco conceptual traza la realidad.
El realismo especulativo es un movimiento de la filosofía contemporánea de inspiración continental que se define vagamente en su postura de realismo metafísico contra las formas dominantes de la filosofía postkantiana. El concepto de «realismo especulativo» es generalmente atribuido a Brassier, aunque Meillassoux ya había utilizado «materialismo especulativo» para describir su propia posición.

## Realismo metafísico
El realismo metafísico es una postura ontológica y/o epistemológica según la cual las cosas existen independientemente de que haya una conciencia que las perciba. Los objetos que contiene el mundo, junto con sus propiedades y las relaciones que mantienen, fijan la naturaleza del mundo y estos objetos existen independientemente de nuestra capacidad de descubrir que si existen. Estos pueden referirse tanto a objetos materiales como inmateriales.

### Sobre los universales
Hablando en términos generales se puede decir que “universal” se opone a “particular” como lo abstracto a lo concreto. Por eso los universales se conciben como entidades abstractas, en oposición a los particulares, entidades concretas y singulares. En metafísica, el problema de los universales se refiere a la cuestión de determinar qué clase de seres, de entidades, son los universales, qué realidad tienen, cuál es su forma peculiar de existencia.

#### Realismo exagerado
El realismo platónico sostiene que las ideas existen por sí mismas en otra dimensión de la realidad. Un nombre común, como cama, se refiere a la naturaleza ideal del objeto, sugerida por su definición, y esta naturaleza ideal tiene una existencia metafísica independiente de los objetos particulares de esta clase. Así, la circularidad existe aparte de los círculos particulares, la justicia, independientemente de los individuos o Estados justos particulares, y la idea de cama, independientemente de las camas particulares.

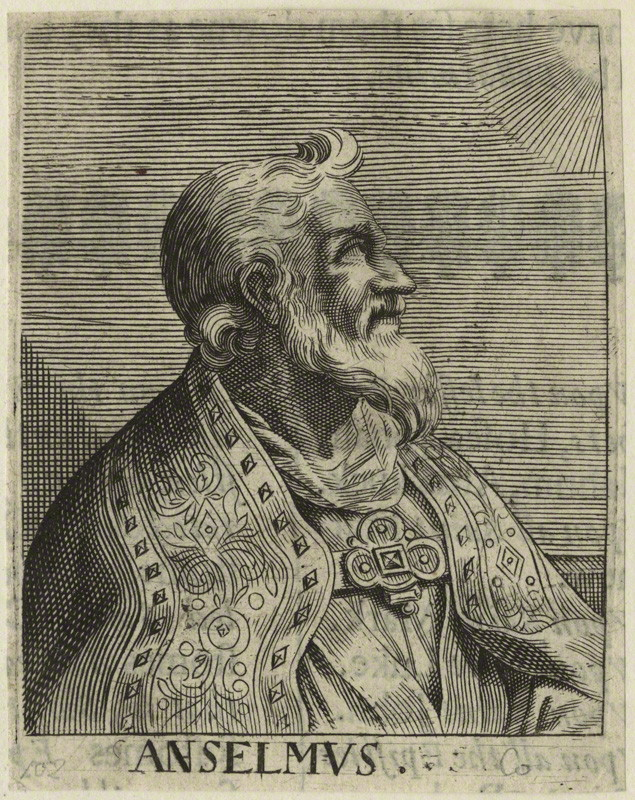
Anselmo de Canterbury, Doctor de la Iglesia Católica.

El realismo exagerado es la respuesta al problema de los universales de raigambre platónico que sostiene que el universal existe en una realidad extra-mental como una forma subsistente separado de los seres materiales sensibles. Por tanto hay conceptos universales en la mente y cosas universales en la naturaleza. En el Medioevo, esta posición se atribuye a Anselmo de Canterbury y Guillermo de Champeaux.
Como los universales fueron considerados por Platón como formas ideales, esta postura filosófica también se la conoce como idealismo platónico o idealismo objetivo. Esto no debe confundirse con el idealismo tal y como lo presentan filósofos como George Berkeley, y no hay que perder de vista que se trata de una denominación terminológica aplicada en siglos posteriores a Platón y que se trata de una simplificación de sus ideas. Algunos representantes del idealismo objetivo son Leibniz, Hegel, Bernard Bolzano, Dilthey. 
Por otra parte, el realismo agustiniano sitúa las ideas platónicas en Dios, identificadas con Él, cumpliendo la función de servirle como modelos al crear las cosas. De ahí el nombre de ideas ejemplares: estas ideas son los arquetipos en la mente de Dios.

#### Realismo moderado

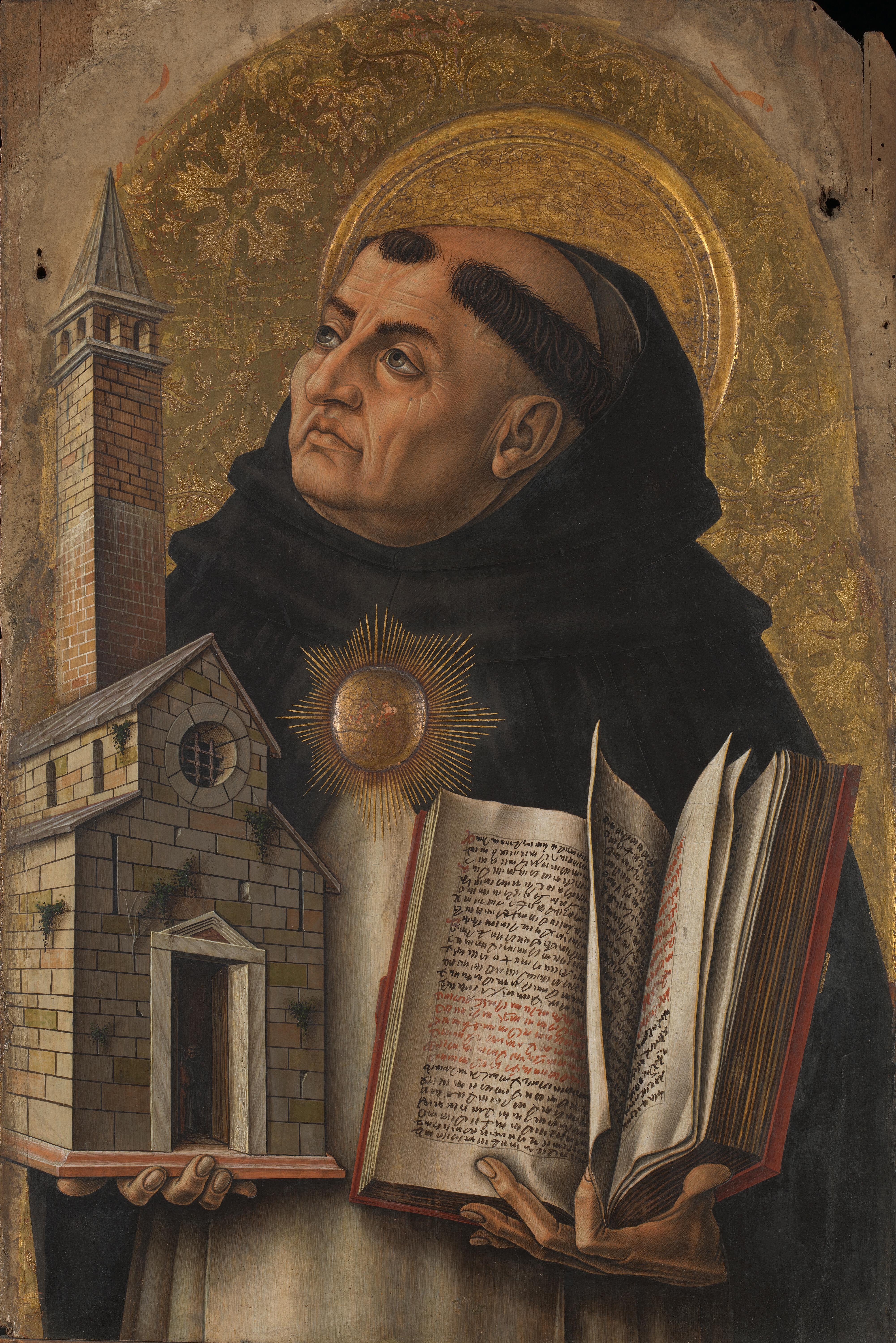
Durante el, Santo Tomás de Aquino trató de conciliar la filosofía aristotélica con la teología agustiniana. Aquino empleó tanto la razón como la fe en el estudio de la metafísica, la filosofía moral y la religión. Aunque Aquino aceptó la existencia de Dios por fe, ofreció cinco pruebas de la existencia de Dios para apoyar tal creencia.

Aristóteles criticó la idea platónica de las ideas afirmando que el verdadero ser, la auténtica existencia, se encuentra no en lo universal, sino en lo individual. Este es el origen y la base del realismo moderado, que sostiene que los universales son realidades en la mente y aunque carecen de existencia independiente, tienen su fundamento en las cosas existentes. Los defensores más conocidos son Alberto Magno y Tomás de Aquino.
El neotomismo defiende un realismo no naturalista. Existe la cosa en sí independientemente de nosotros, pero esta existencia no se reduce a los objetos materiales, también existen los objetos inmateriales.

### Sobre el mundo físico
El marco dialéctico para la discusión se presenta como una tríada inconsistente, las cuales las tres siguientes proposiciones no pueden ser verdaderas al mismo tiempo:
1. Los objetos físicos son independientes de la mente.
2. Los objetos físicos son los objetos directos de percepción.
3. Los objetos directos de percepción dependen de la mente.

Todas las posiciones realistas aceptan la primera afirmación, pero la segunda y la tercera son discutidas. Entre estas se encuentran:
- El realismo directo y realismo indirecto se identifican con el naturalismo filosófico en el sentido de que el punto de partida es la existencia de la naturaleza, siendo nuestra percepción de este directa o indirecta a través de los contenidos subjetivos de nuestras sensaciones y percepciones.
- El realismo crítico afirma que existe la cosa en sí, pero que el objeto inmediato de conocimiento no es necesariamente este, sino un conjunto de cualidades pertenecientes a la cosa.
- El realismo científico afirma que existe la cosa en sí, la materia, la cual es objeto de la física. Utiliza el método científico para conocer la realidad material.

#### Realismo directo e indirecto

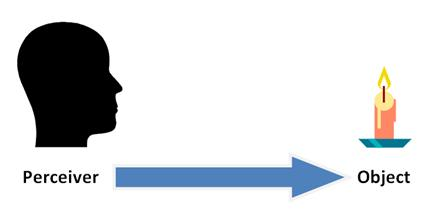
El realismo directo sostiene que percibimos el mundo directamente.

El realismo directo o ingenuo es una corriente de la filosofía de la percepción y de la filosofía de la mente que asegura que los sentidos nos proporcionan una conciencia directa del mundo exterior. El realismo directo es la posición intuitiva del "sentido común" en la que la realidad se percibe per se. 

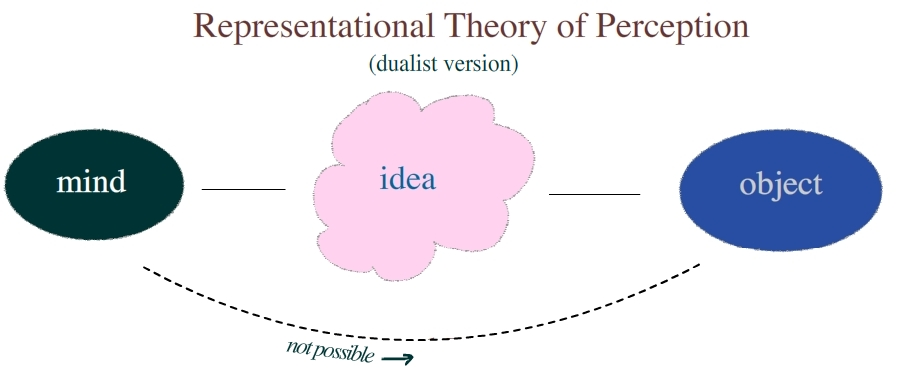
La teoría representacional de la percepción.

En contraste, el realismo indirecto o representativo sostienen que esa conciencia directa solo nos es dada por representaciones internas subjetivas del mundo externo.
Para el realismo absoluto no hay diferencia, ni puede haber, entre el objeto de conocimiento y la cosa en sí. 
El realismo materialista del materialismo dialéctico es una postura filosófica, desarrollada por Karl Marx y Friedrich Engels, que retoma el pensamiento dialéctico de Hegel, pero "dándolo vuelta". Según estos autores, existe una realidad material independiente de los sujetos, pero que solo es comprendida por la actividad de los hombres. Es decir, que la realidad solo es realidad porque es mediada por la práctica de los hombres concretos. La idea de que el hombre construye la realidad, no obstruye que el hombre pueda conocer la realidad tal cual es, sino todo lo contrario, solo así puede conocer tanto la realidad humana creada como la naturaleza.
En la tesis de Marx, toda sensación o percepción es una interacción entre sujeto y objeto; el objeto puro, aparte de la actividad del percipiente, es una mera materia prima, que se transforma mediante el proceso que la lleva a ser conocida. «La verdad, es decir, la realidad y el poder del pensamiento tienen que demostrarse en la práctica. La discusión en cuanto a la realidad o no realidad de un pensamiento aislado de la práctica es una cuestión puramente escolástica... Los filósofos solamente han interpretado el mundo de diversos modos, pero la tarea real es transformalo».

### Realismo científico

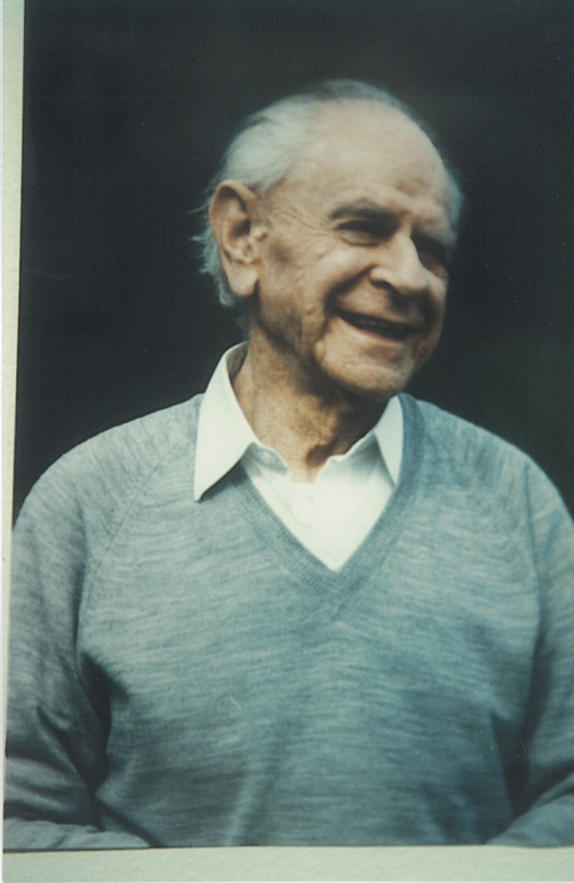
Karl Popper en 1987.

En la actualidad, la controversia del realismo-antirrealismo se desarrolla fundamentalmente en filosofía de la ciencia. En esta disciplina filosófica, un rasgo particular del realismo es que no se ocupa tanto de la naturaleza o la existencia del objeto como del tipo de relación que hay entre el conocimiento y el objeto.
Pero no es solo la cuestión de si la ciencia estudia o no la realidad. Hay varias concepciones del realismo, no excluyentes mutuamente, según hagan hincapié en uno u otro aspecto:
- Así, el realismo epistemológico defiende que las teorías científicas proporcionan conocimiento o que describen la estructura de la realidad.
- Para el realismo ontológico, la realidad existe independientemente de que la ciencia pueda proporcionar conocimiento sobre ella. Las teorías científicas permitirían (en función del paradigma epistemológico en que nos situemos) descubrir o acercarnos a esta realidad. Las cosas existen independientemente de que los humanos tengamos la capacidad de observarlas (Popper sería un realista ontológico, aunque considera que las teorías científicas siempre se mantienen en el ámbito de las conjeturas).

Otras variantes del realismo en filosofía de la ciencia están relacionadas con la verdad. El realismo semántico defiende que las teorías científicas son verdaderas o falsas según su correspondencia con la realidad. Según el realismo progresivo, el avance de las ciencias existe y nos permite un mejor conocimiento de la realidad.

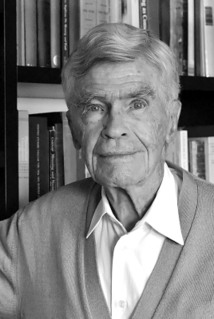
Mario Bunge en 2007.

Karl Popper y Mario Bunge son defensores estrictos del realismo de la ciencia. Los realistas en sentido fuerte defienden que las teorías y conceptos científicos nos proporcionan conocimiento sobre la realidad porque hay algún tipo de relación de correspondencia entre las teorías científicas y la naturaleza.
Mario Bunge analiza los problemas de diversas epistemologías, desde el racionalismo crítico popperiano hasta el empirismo, el neopositivismo, el subjetivismo o el relativismo. Se considera un realista crítico que ve la ciencia como falible (el conocimiento del mundo es provisional e incierto), pero aun así afirma que la realidad existe y es objetiva. 
Para Karl Popper, el realismo se circunscribe de la aceptación de regularidades en la naturaleza, es decir, del hecho de que se pueda contar con que es posible conocer las leyes que rigen los fenómenos, pero no se compromete con la existencia de objetos. Su realismo es un realismo metodológico pero no explícitamente ontológico.
Larry Laudan y Ronald N. Giere presentan una postura intermedia entre el realismo y el subjetivismo estrictos. Giere afirma que referencia a la realidad debe valorarse caso por caso porque el grado de realismo varía entre las ciencias o, al menos, en algunas de ellas resulta más sencillo encontrar su correspondencia con la realidad. Así, la astronomía y la biología poseen un grado de realidad muy elevado, mientras que la mecánica cuántica utiliza construcciones teóricas muy abstractas.
Al realismo científico se opone al instrumentalismo (los enunciados observacionales sí describen el mundo, pero no los teóricos) y, en cierta medida, el pragmatismo.

### Realismo crítico

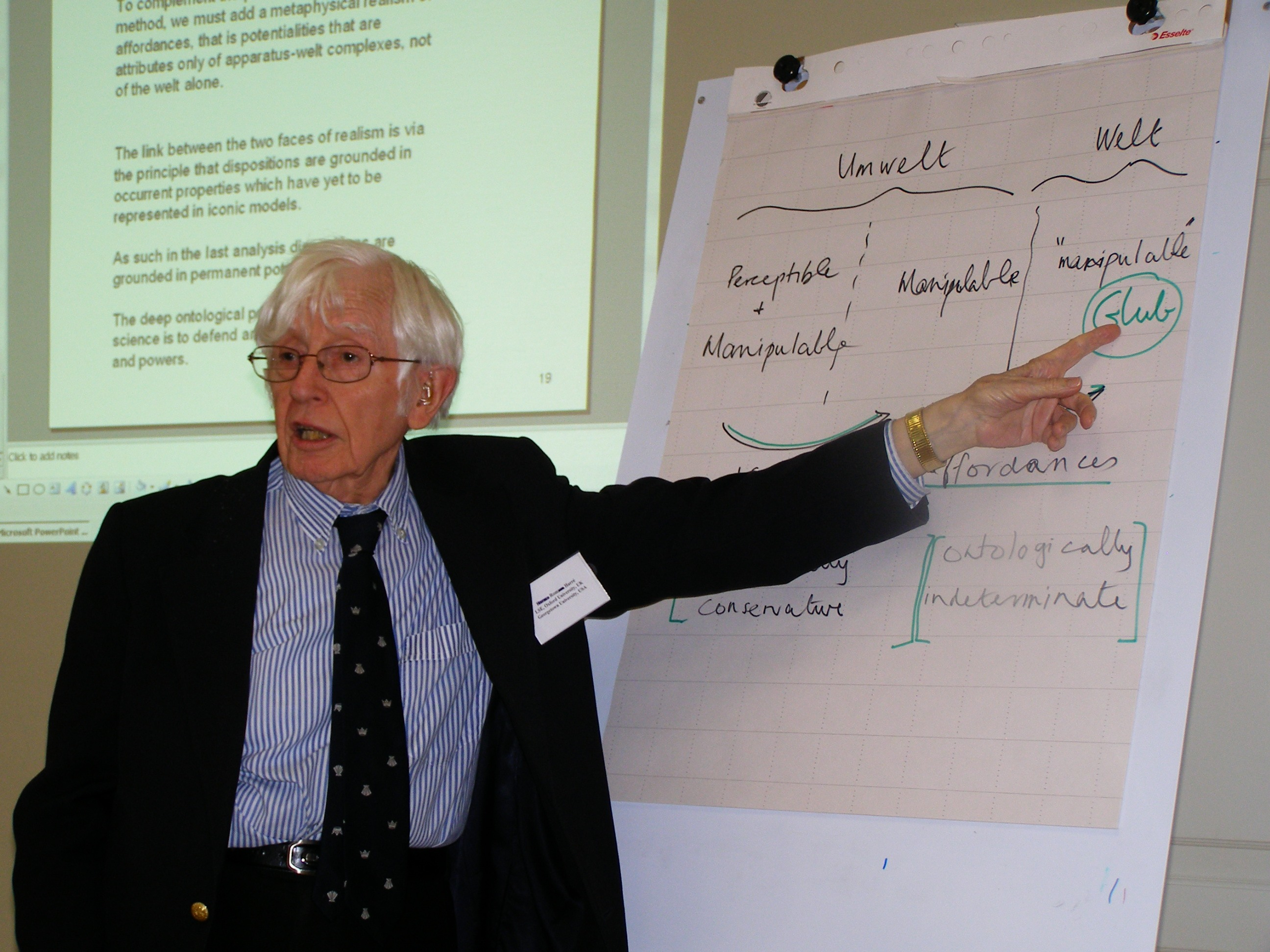
Rom Harré en Tartu, en el taller de filosofía de la ciencia del Institute of Philosophy and Semiotics.

El realismo crítico de Rom Harré y Roy Bhaskar destaca que el empirismo y el realismo conducen a dos tipos diferentes de investigación científica. La línea empirista busca nuevas concordancias con la teoría, mientras que la línea realista intenta conocer mejor las causas y los efectos. Esto implica que el realismo es más coherente con los conocimientos científicos actuales. El realismo crítico sostiene un realismo indirecto basado en que los datos sensoriales no pertenecen tal cual aparecen al mundo físico, distinguiendo entre cosa externa, dato sensorial (sense-datum) y el acto de la percepción.
Arthur Fine promueve la actitud ontológica natural como postura entre el realismo científico y los antirrealismos. A diferencia del realismo y del antirrealismo, la actitud ontológica natural no interpreta la verdad. Considera a ésta un concepto básico y como tal su uso y su lógica están ya categorizados, al menos parcialmente. No es necesario dar cuenta de él, ni tampoco sería posible.
Como movimientos no realistas en la ciencia encontramos el instrumentalismo, el pragmatismo, la corriente idealista de la fenomenología, el fenomenismo y el idealismo epistemológico.

## Realismo y materialismo

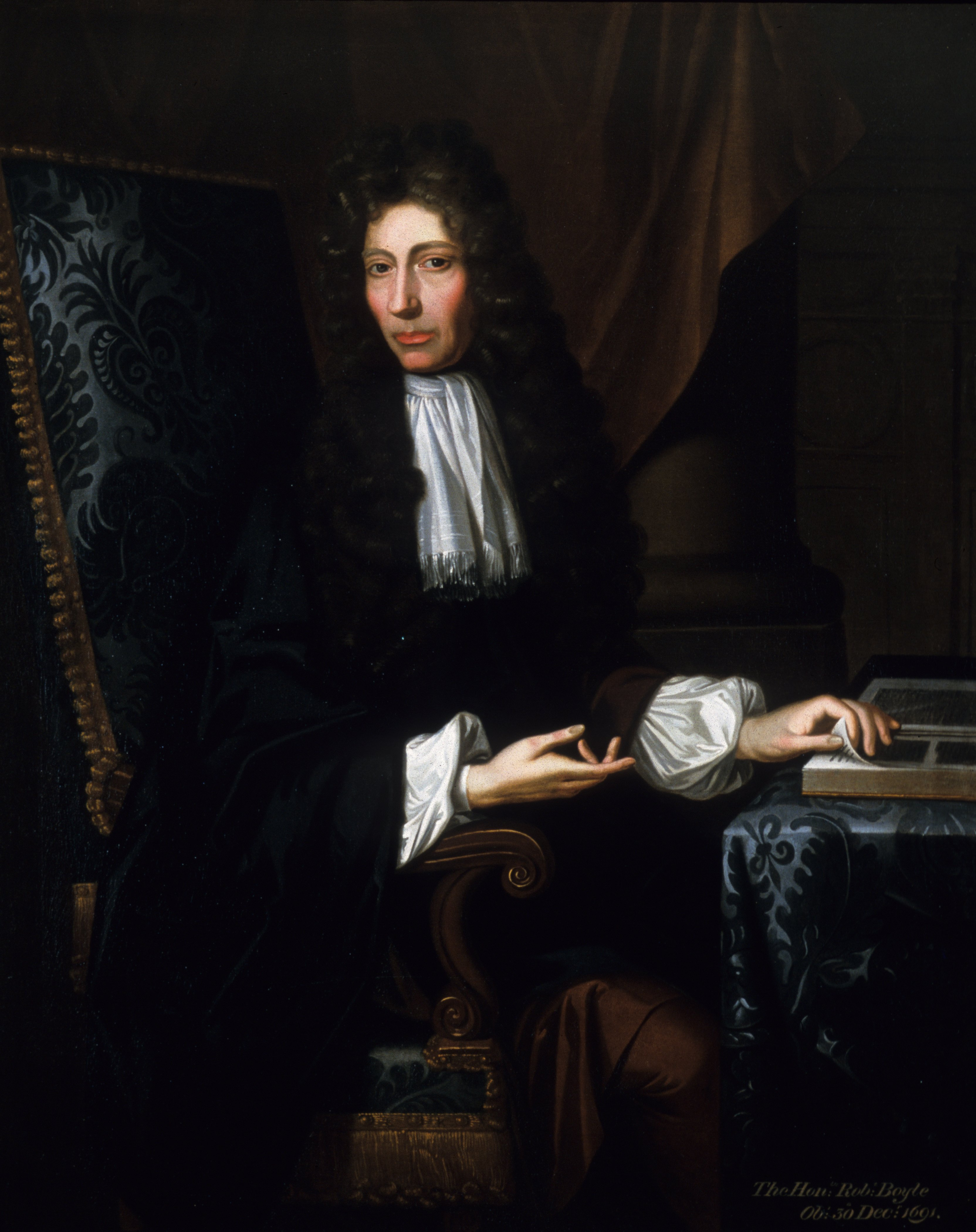
El filósofo y científico Robert Boyle es quien acuño el término materialismo.

El realismo y el materialismo son posturas filosóficas que no deben confundirse, pues postulan cosas diferentes. El materialismo aboga por la única existencia de los objetos materiales, mientras que el realismo postula que los objetos son independientes al observador.
De este modo, pueden existir diversas modalidades de realismo que admitan la existencia de objetos abstractos (neotomismo, idealismo objetivo, platonismo matemático) con independencia al observador, cosa contraria a lo que postula el materialismo.

## Realismos dualistas, plurales y neutrales
Son aquellas filosofías realistas donde se postula la existencia de distintas variedades de campos de objetos divididos en ámbitos irreductibles, es decir, donde hay distintas realidades de objetos materiales tanto como de objetos abstractos (pluralismos) o de ambos tipos coexistiendo (realismo neutral y dualismos).

## Realismo y matemáticas
En filosofía de las matemáticas, el platonismo matemático o realismo matemático es una corriente de pensamiento que afirma que los objetos matemáticos (números, figuras geométricas, funciones, etc.) no son simples invenciones humanas, sino objetos abstractos que existen por sí mismos, independientemente de la mente humana, es decir, que los objetos y teoremas matemáticos existen en forma aislada del mundo material e independientemente del espacio y del tiempo. Con este punto de vista, las leyes de la naturaleza y los axiomas de la matemática tienen una posición similar y su efectividad encuentra una explicación: su fundamento lo constituye el verdadero mundo de los objetos matemáticos. El platonismo matemático es una forma de realismo filosófico, aplicado a los objetos matemáticos.
Kurt Gödel describe el platonismo matemático brevemente como:

«[…] la concepción de que la matemática describe una realidad no sensible, que existe independientemente tanto de los actos como de las disposiciones de la mente humana, y que es solo percibida por ella, aunque probablemente de forma incompleta.»

## Realismo y hombre
El existencialismo analiza la existencia del ser humano en el mundo, por lo que el realismo forma parte de su misma base.

## Realismo y ética
El realismo moral o realismo ético es la posición metaética en que las oraciones éticas expresan proposiciones que se refieren a características objetivas del mundo (es decir, características independientes de la opinión subjetiva), algunas de las cuales pueden ser verdaderas en la medida en que informan esas características con precisión. Esto hace del realismo moral una forma no nihilista de cognitivismo ético (que acepta que las oraciones éticas expresan proposiciones y, por lo tanto, pueden evaluarse como verdaderas o falsas) con una orientación ontológica, en oposición a todas las formas de antirrealismo moral y el escepticismo moral, incluido el subjetivismo ético (que niega que las proposiciones morales se refieran a hechos objetivos), la teoría del error (que niega que las proposiciones morales sean ciertas); y el no-cognitivismo (que niega que las oraciones morales expresen proposiciones en absoluto). Dentro del realismo moral, las dos subdivisiones principales son el naturalismo ético y el no naturalismo ético.
Muchos filósofos afirman que el realismo moral se remonta al menos a Platón y a Aristóteles como doctrina filosófica, y que es una forma de doctrina moral totalmente defendible. Una encuesta de 2009 con 3,226 encuestados encontró que el 56% de los filósofos acepta o se inclina hacia el realismo moral (28%: antirrealismo; 16%: otros).

## Realismo y política
El Realpolitik («política de la realidad» en alemán) es la política o diplomacia basada en intereses prácticos y acciones concretas, sin atender a la teoría o la filosofía como elementos "formadores de políticas". Aboga por el avance en los intereses de un país de acuerdo con las circunstancias actuales de su entorno, en lugar de seguir principios filosóficos, teóricos o morales. A este respecto, comparte su enfoque filosófico con el realismo y el pragmatismo.
El objetivismo randiano es un sistema filosófico desarrollado por la  filósofa ruso-estadounidense de origen judío Ayn Rand, quien afirma que a la realidad (naturaleza de las cosas) solo se le domina obedeciéndola, que el propósito moral de la vida es la búsqueda de la propia felicidad o el «interés propio racional», siendo el único sistema social acorde con este fin el capitalismo puro (llamado también capitalismo laissez-faire)
El realismo liberal, defendido por Antonio Muñoz Ballesta, analiza las sociedades del siglo XXI basadas en los principios realistas de lo político y en la ciencia social y económica de la Escuela Austriaca de Economía.